# Michael Winsauer
Michael Winsauer (* 6. August 1982 in St. Johann in Tirol) ist ein Fußballtrainer und ehemaliger österreichischer Fußballspieler. Aktuell trainiert er die erste Mannschaft des schweizerischen Promotion-League Vereins FC Baden. Als aktiver Spieler stand er zuletzt in der zweithöchsten Schweizer Fußballliga beim FC Wohlen unter Vertrag.

## Vereinskarriere
Winsauer begann seine Karriere bei seinem Heimatverein FC Reith bei Kitzbühel. Als die Familie 1992 nach St. Johann in Tirol umzog, wechselte er in die Jugend des SK St. Johann. Bei St. Johann entwickelte er sich über die Jahre zu einem Abwehrtalent und wurde regelmäßig in Bezirks- und Tiroler-Auswahlmannschaften einberufen. 1998 folgte die Aufnahme in die Talenteschmiede BNZ Tirol. Nach seinem Schulabschluss unterschrieb er zur Saison 2001/02 seinen ersten Profivertrag beim damaligen österreichischen Zweitligisten SV Wörgl. 

### Erste Profistation Wörgl
In Wörgl entwickelte er sich daraufhin zu einem kompromisslosen Innenverteidiger. Bereits nach seinem ersten Halbjahr als Profi durfte er seine Nominierung ins Young Star Team des Herbstdurchgangs feiern. Es folgten 3 Spielzeiten im Abstiegskampf, in denen man jeweils den gerade noch rettenden 8. Tabellenplatz erreichen konnte. In der Spielzeit 2004/05 folgte jedoch mit dem Lizenzentzug durch die Bundesliga und die damit verbundene Strafversetzung in die drittklassige Regionalliga West der sportliche und finanzielle Supergau für Verein und Spieler. Als man daraufhin als Tabellenletzter auch rein sportlich aus der Liga abstieg, entschied man sich gegen ein Antreten in der Regionalliga und wechselte stattdessen freiwillig in die viertklassige Landesliga.
Winsauer, inzwischen zum Jugendnationalspieler Österreichs aufgestiegen, wechselte daraufhin ligaintern zu Aufsteiger SC Schwanenstadt. In Schwanenstadt spielte er das erste Mal unter Trainer Andreas Heraf, der ihn in Folge insgesamt noch zwei weitere Male zu einem Verein holen sollte. Winsauer begann daraufhin stark in Schwanenstadt, ehe er immer öfter verletzungsbedingt pausieren musste. Insgesamt absolvierte er 13 Spiele mit 1 Torerfolg für Schwanenstadt, ehe er zum FC Lustenau 07 weiterzog.
Auch in Lustenau blieb ihm das Verletzungspech treu, wodurch er auch hier nur auf lediglich 11 Saisoneinsätze mit einem Torerfolg kam. 

### Knapp vor frühem Karriereende
Nachdem Winsauer lange Zeit mit Schmerzen gespielt hatte, aber niemand den Grund dafür herausfand, konsultierte er einen Innsbrucker Spezialisten, der einen Ermüdungsbruch im Oberschenkelhals diagnostizierte. Die Diagnose erfolgte gerade noch rechtzeitig, um eine künstliche Hüfte zu umgehen, die sein Karriereende bedeutet hätte. Nach erfolgreicher Operation konnte er daraufhin seine Karriere fortsetzen.

### Rückkehr zu Heraf
Nach überstandener Rekonvaleszenz wurde er für die Saison 2007/08 wieder von Andreas Heraf zu Schwanenstadt zurückgeholt. Komplett schmerzfrei avancierte er daraufhin zum uneingeschränkten Stammspieler in der Abwehr und kam bis zum Winter auf 19 Saisoneinsätze mit 2 Torerfolgen. Die Mannschaft blieb nach dem hervorragenden 2. Platz in der Spielzeit 2006/07 jedoch vollkommen hinter den Erwartungen zurück, woraufhin Heraf den Verein im November 2007 überraschend in Richtung SC-ESV Parndorf verließ.
In der Winterübertrittszeit der gleichen Saison wechselte Winsauer ein weiteres Mal zu Heraf nach Parndorf. Als das akut abstiegsgefährdete Parndorf im März 2008 auf den vorletzten Tabellenplatz abrutschte, wurde Heraf wieder entlassen und durch Johann Dihanich ersetzt. In Folge kämpfte Winsauer mit der Mannschaft bis zum letzten Spieltag um den Klassenerhalt, der jedoch nach einer 1:2-Heimniederlage im direkten Abstiegsduell gegen den DSV Leoben verwehrt blieb. 
Zur Spielzeit 2008/09 wechselte Winsauer daraufhin zu Aufsteiger 1. FC Vöcklabruck. Einem starken Saisonstart mit Tabellenplatz 2 nach 5 Runden folgte über den Rest der Saison der Kampf um den Klassenerhalt. Als man auf dem letzten Tabellenplatz überwintern musste, wurde Trainer Andrzej Lesiak durch Dejan Stanković ersetzt, was jedoch ebenfalls zu keiner Verbesserung führte. Am Ende der Saison stieg man sang- und klanglos als Tabellenletzter aus der Liga ab. Dem Abstieg folgte die Komplettauflösung des Vereins, wodurch Winsauer wieder vereinslos wurde. 
Hatte er sich in den letzten Jahren noch den Ruf als eine "Institution der Ersten Liga", der noch jedes Jahr bei einem Verein unterkommt, erarbeitet, folgte daraufhin kein neues Angebot. Weiters hatte er drei Abstiege in den letzten fünf Jahren zu verkraften, woraufhin er einen Neuanfang versuchen wollte.

### Erster Österreicher in Neuseeland
In Folge kontaktierte er einen australischen Spielervermittler, der den Wechsel nach Neuseeland zu Team Wellington einfädelte.  Durch seinen Wechsel avancierte er zum ersten österreichischen Legionär in Neuseeland, was ihm einiges an Medieninteresse plus einem ganzseitigen Artikel in der Tageszeitung "Kurier" einbrachte. Winsauer spielte für Wellington in der New Zealand Football Championship.

### Wechsel in die Schweiz
Nach diesem kurzen Intermezzo in Neuseeland wechselte Winsauer in die Schweiz zum FC Wohlen. Der Österreicher blieb bis zu seinem Karriereende 2014 im Verein. Er heiratete und ließ sich dauerhaft im Kanton Aargau nieder. Nach seinem Karriereende als Spieler wurde er ab 2019 Trainer des regionalen Amateurclubs FC Sarmenstorf, bevor er 2022 den überregional bekannten FC Baden übernahm und ihn nach 17 Jahren wieder in die zweithöchste Spielklasse führte.

## Sonstiges
- Winsauer ist diplomierter Hauptschullehrer für die Fächer Deutsch und Sport.
- Aufgrund seiner Herkunft wurde er in Neuseeland als Anlehnung an Arnold Schwarzenegger "Big Arnie" genannt.